# MPD Psycho
MPD Psycho (jap. 多重人格探偵サイコ, Tajū Jinkaku Tantei Saiko) ist eine Horror-Mangareihe geschrieben von Eiji Ōtsuka (大塚 英志, Ōtsuka Eiji) und gezeichnet von Sho-U Tajima (田島 昭宇, Tajima Shōu). MPD steht für Multiple Personality Disorder, einer englischen Bezeichnung von dissoziativer Identitätsstörung, aber auch Multiple Personality Detective.

## Handlung
Der Manga handelt von Yōsuke Kobayashi (小林 洋介), einem Detektiv, der während der Bearbeitung des Falles eines Serienmörders, selbst durch die Ermordung eines Angehörigen persönlich involviert wird. Yōsuke verliert infolge der Geschehnisse seinen Verstand und entwickelt so eine dissoziative Identitätsstörung. Seit diesem Vorfall leben in ihm zwei Personen – der gelassene Detektiv Kazuhiko Amamiya (雨宮 一彦) und Shinji Nishizono (西園 伸二), ein rücksichtsloser Psychopath. Getrieben von Rachegedanken und zwischen den Fronten seiner ambivalenten Identitäten gerät Yōsuke durch weitere Vorkommnisse nach und nach in ein Netz von Tod, Folter und Wahnsinn.

## Veröffentlichung
Die Reihe wurde ab 1997 vom Verlag Kadokawa Shoten veröffentlicht: zuerst von Ausgabe 2/1997 bis 1/2005 in der Shōnen Ace, dann nach längerer Pause ab August 2007 in der Comic Charge und nach deren Einstellung ab Januar 2009 in der Young Ace, wo die Serie 2016 endete. Die Kapitel wurden in 24 Sammelbänden (Tankōbon) zusammengefasst.
Eine deutsche Übersetzung von Martin Gericke erschien von Oktober 2022 bis Juli 2024 vollständig bei Hayabusa in zwölf Doppelbänden. Der Manga wurde in den USA von Dark Horse veröffentlicht, jedoch nach dem 10. Band von November 2011 eingestellt. Eine französische Fassung erscheint bei Pika Edition, eine spanische bei Glénat und eine portugiesische bei Planet Manga.

## Fernsehserie
Der Manga bekam 2000 eine Fernsehadaption als sechsteilige Miniserie bei der Takashi Miike als Regisseur fungierte. Yōsuke Kobayashi wurde dabei von Naoki Hosaka gespielt.